# Тамаш Шуљок
Тамаш Шуљок (мађ. Sulyok Tamás; Кишкунфелеђхаза, 24. март 1956) мађарски је правник. Од 5. марта 2024. обавља функцију председника Мађарске. Између 2016. и 2024. био је председник Уставног суда Мађарске.

## Биографија
Рођен је 24. марта 1956. у Кишкунфелеђхази, у тадашњој Народној Републици Мађарској. Године 2014. одабран је за судију Уставног суда Мађарске, а од 2016. обављао је функцију председника овог тела.
У фебруару 2024. Фидес га је предложио за председника Мађарске, након оставке Каталин Новак. Изабран је двотрећинским гласовима. У свом инаугурационом обраћању, изразио је намеру да буде следбеник слова закона који ће настојати да се уздржи од ангажовања у политичком животу Мађарске. Такође је осудио санкције и процедуре које је Европска унија покренула против Мађарске због наводне забринутости за владавину права и демократско управљање, рекавши да се „исправно дефинисан концепт владавине права губи, претвара се из идеала у идола у данашњој Европи као део чисто утилитарног политичког приступа”, наглашавајући да државе чланице ЕУ треба да задрже свој правни национални суверенитет.